# Bodega La Rural
Bodega La Rural es una bodega argentina fundada a fines del siglo XIX en el Departamento Maipú, Mendoza.
Fue inaugurada por el italiano Felipe Rutini, quien fabricaba  y comercializaba vinos caseros en su ciudad natal, Ascoli Piceno.

## Historia
Luego de emigrar hacia Argentina, Rutini comenzó sus primeras plantaciones de viñedos en la localidad de Coquimbito, al este de la Provincia de Mendoza. A fines de 1885, inició la construcción de una bodega, bajo el lema "Labor et Perseverantia"  a la que llamaría La Rural. Se asoció con Angel Cavagnaro y formó la Sociedad Anónima Rutini-Cavagnaro "La Rural", de la que Cavagnaro fue presidente. Después de un tiempo, los cultivos siguieron extendiéndose hasta otras localidades como Los Corralitos y algunas zonas de Medrano.  Debido a la creciente demanda, la bodega se amplió y se obtuvieron grandes cubas y  toneles de roble de Nancy.
Rutini murió en 1919. Luego de unos años y con el consentimiento de su viuda, Cavagnaro acordó la disolución de la sociedad con lo cual la empresa quedaría a cargo de los descendientes Rutini, quienes se dedicaron especialmente a variedades tintas como el Malbec, Cabernet Sauvignon y Merlot.  Más tarde, incorporarían además  el Chenin blanc, conocido también como Pineau d'Anjou, procedente del Valle del Loira. 
La bodega cuenta con cuatro fincas cultivadas en distintas zonas de Mendoza, ubicadas a diferentes alturas y cada una con un microclima para el cultivo de las variedades, además de avanzados instrumentos tecnológicos. Su presencia se extiende a otras provincias como San Juan, La Rioja, Río Negro y Salta. Sus exportaciones abarcan a más de 30 países, incluido Francia.

## Museo del vino San Felipe
El museo del vino San Felipe se encuentra ubicado dentro de La Rural, fue idealizado por el hijo mayor de Felipe, Don Francisco Rutini, quien en 1945 pretendía crear un lugar en el que se reunieran los elementos más importantes de la historia de la vitivinicultura mendocina. Sin embargo, fue su sobrino Rodolfo Reina Rutini el que materializó e inauguró dicho proyecto. 
En la actualidad se ha convertido en uno de los más importantes de América, cuenta con 4500 piezas madres, rescatadas principalmente de tiempos antiguos de La Rural y de otras bodegas de la zona.